# Рединг (Пенсилванија)
Рединг (енгл. Reading) град је у америчкој савезној држави Пенсилванија. По попису становништва из 2010. у њему је живело 88.082 становника.

## Демографија
Према попису становништва из 2010. у граду је живело 88.082 становника, што је 6.875 (8,5%) становника више него 2000. године.
| Група             | 2000.          | 2010.          |
| Белци             | 39.038 (48,1%) | 25.258 (28,7%) |
| Афроамериканци    | 9.947 (12,2%)  | 11.624 (13,2%) |
| Азијати           | 1.296 (1,6%)   | 1.039 (1,2%)   |
| Хиспаноамериканци | 30.302 (37,3%) | 51.230 (58,2%) |
| Укупно            | 81.207         | 88.082         |

## Партнерски градови
- Ројтлинген